# Tímea Tóth
Dans le nom hongrois Tóth Tímea, le nom de famille précède le prénom, mais cet article utilise l’ordre habituel en français Tímea Tóth, où le prénom précède le nom.
Tímea Tóth, née le 16 septembre 1980 à Zalaszentgrót, est une joueuse internationale hongroise de handball, évoluant au poste de demi-centre. 
Elle a notamment remporté la coupe EHF en 2006 avec Ferencváros TC. 
Avec l'équipe nationale hongroise, elle participe notamment aux  jeux olympiques en 2004 à Athènes et en 2008 à Pékin.

## Palmarès
Sélection nationale
-  médaillée d'argent au Championnat du monde 2003,  Croatie
-  médaillée de bronze au Championnat du monde 2005,  Russie
-  médaillée de bronze au Championnat d'Europe 2004,  Hongrie

Compétitions internationales
- vainqueur de la Coupe EHF en 2006 avec Ferencváros TC
- finaliste de la Ligue des champions en  2002 avec Ferencváros TC et en  2008 avec Hypo Niederösterreich

Compétitions nationales
-  Championnat de Hongrie (2) : 2002 et 2007
- Vainqueur de la  Coupe de Hongrie (2) : 2001 et 2003
-  Championnat d'Autriche (2) : 2008 et 2009
- Vainqueur de la  Coupe d'Autriche (2) : 2008 et 2009

Distincitions individuelles
- meilleure marqueuse de la Coupe EHF en 2006[3]
- meilleure marqueuse de la Ligue des champions en  2008[4]